# برق‌درخشی

نمایی از یک صفحهٔ نمایش کریستال مایع، در دو حالت نور پس‌زمینهٔ برق‌درخشی روشن و خاموش.

الکترولومینِسانس، الکترودرخشش یا برق‌درخشی یا الکترونورتاب (انگلیسی: Electroluminescence)، یک پدیدهٔ دیداری و الکتریکی است که یک ماده در اثر عبور جریان الکتریکی از آن یا قرار گرفتن در معرض میدان الکتریکی، نور ساطع می‌کند. این موضوع با تابش نور از جسم سیاه که در اثر حرارت است یا هرگونه واکنش شیمیایی و مکانیکی، متفاوت است.

## سازوکار

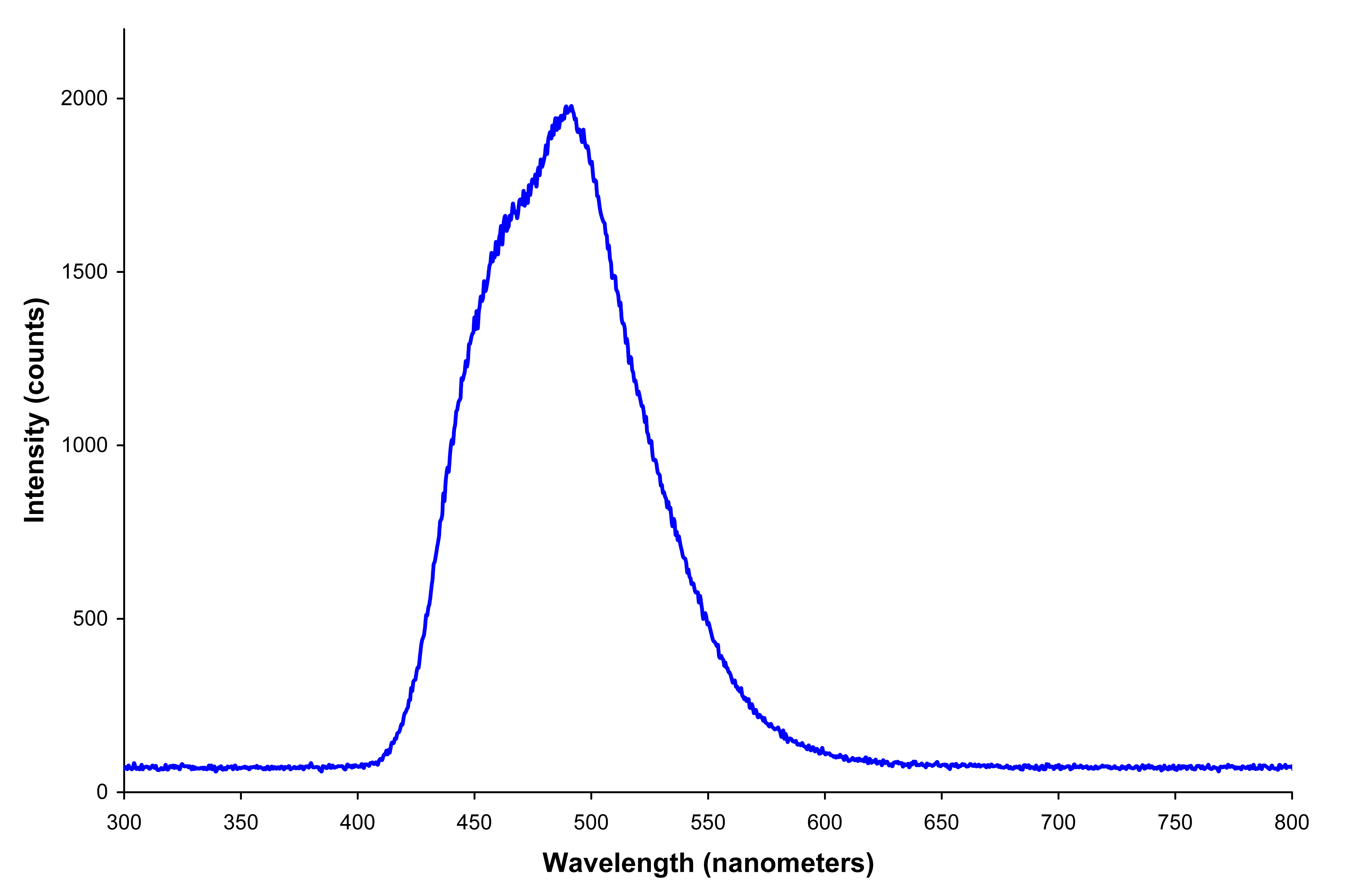
طیف یک منبع نور آبی/سبز الکترولومینسانس برای رادیو ساعتی (شبیه به آنچه در تصویر بالا مشاهده می‌شود). حداکثر طول موج ۴۹۲ نانومتر و پهنای باند طیفی FWHM در حدود ۸۵ نانومتر بسیار گسترده است.

الکترو درخشش حاصل تولید حامل‌های الکتریکی (الکترون‌ها و حفره‌ها) و بازترکیب آنها با یکدیگر در یک ماده، معمولاً یک‌نیم‌رسانا، است. حامل‌های برانگیخته شده، انرژی خود را به صورت فوتون-نور آزاد می‌کنند. قبل از بازترکیب، الکترون‌ها و حفره‌ها ممکن است با آلایش مواد جهت تشکیل پیوند p-n (در ادوات الکترولومینس نیم‌رسانا مانند دیودهای نوری) یا از طریق برانگیختگی در اثر برخورد الکترون‌ها با انرژی بالا که توسط یک میدان الکتریکی قوی شتاب می‌گیرند، از هم جدا شوند (مانند فسفر در نمایشگرهای الکترو لومینسنت).
اخیراً نشان داده شده‌است که سلول‌های خورشیدی با افزایش کارایی‌شان در تبدیل نور به الکتریسیته (بهبود ولتاژ مدار باز)، بازده تبدیل الکریسیته به نورشان (EL) نیز بهبود می‌یابد.

## نمونه‌هایی از مواد الکترو لومینسانس
دستگاه‌های الکترولومینس با استفاده از مواد الکترولومینسانس آلی یا غیرآلی ساخته می‌شوند. مواد فعال عموماً نیم‌رسانا‌هایی با پهنای باند وسیع هستند که امکان خروج نور را می‌دهند.
نمونه معمولی‌ترین فیلم نازک غیرآلی تبدیل الکتریسیته به نور روی سولفید:منگنز است که نور زرد متمایل به نارنجی تولید می‌کند.